# خديجة هما خاتون
هُما خاتون (بالتركية الحديثة: Hüma Hatun) أو خديجة حليمة هُما خاتون (بالتركية الحديثة: Hatice Âlime Hüma Hatun) ـ (حوالي 1401 ـ سبتمبر 1449) هي الزوجة الرابعة للسلطان العثماني مراد الثاني ووالدة السلطان محمد الفاتح.

## أصلها
كانت هما خاتون جارية، وليس ثمة معلومات عن أسرتها باستثناء حجة وقفية ورد فيها ذكرها باسم «خاتون بنت عبد الله»، وقد كان اسم «عبد الله» يطلق آنذاك على معتنقي الإسلام الجدد، وهو ما يعطي إشارة إلى أن أصولها ترجع إلى أسرة غير مسلمة. أما اسمها «هما» فيعني بالفارسية «طائر الجنة».
يذهب بعض المؤرخين إلى أنها كانت صربية الأصل، وأنها كانت تحمل اسمًا رومانيًا هو «ستيلا»، بينما يفترض آخرون أنها كانت أميرة من إمارة زيتا، وأنها كنت من أقارب دوراد الثاني بالتسيتش. ويؤيد كل من ستيفين رونسيمان وإلبير أورتايلي كونها من أصول سلافية.

## وفاتها
توفيت هما خاتون في مدينة بورصة في سبتمبر 1449.